# William Rose
William Rose (St. Louis, 12 de dezembro de 1914 - Jersey, 10 de fevereiro de 1987) foi um roteirista britânico. Ele ganhou um Oscar pelo roteiro do filme Adivinhe Quem Vem para Jantar (1967).